# 大规模杀伤性武器
大規模殺傷性武器（英文：Weapon of Mass Destruction，縮寫：WMD）又稱大規模毀滅性武器，是大規模範圍屠殺及破壞毀滅的區域戰略武器，針對的目標不一定侷限於特定軍隊及人民。一般而言大規模殺傷性武器具嚴重毀滅與不可逆性，一旦輕率使用，就會遭到強烈的國際譴責、制裁和對地球生物環境造成災難性後果。
“大规模杀伤性武器”一词最早出现在1937年。今日，这一术语通常特指以下四类具有极大破坏力的武器：
- 化學武器[1]（Chemical）
- 生物武器（Biological）
- 放射性武器（Radiological）
- 核武器（Nuclear）

这些武器统称为化生放核（英文缩写：CBRN）。在较早时期，通常使用核生化（英文缩写：NBC）这一术语，即不包含放射性武器。

## 歷史
1937年納粹德國在西班牙內戰中針對非軍事目標進行戰略轟炸，“大規模殺傷性武器”一詞就是在這時被提出的，最早只是指這種轟炸行為。在冷戰中，“大規模殺傷性”武器指的就是核武器。由於核武器的威力要比生物或化學武器都巨大，一些人認為大規模殺傷性武器應該只包括核武器。
第一次將核武器、生物武器和化學武器並稱為大規模殺傷性武器是在1991年的聯合國安理會第687號決議中。該決議提到“因所有大規模殺傷性武器所引起的對和平和安全的威脅”，然後特別指出核武器、生物武器和化學武器屬於大規模殺傷性武器，並提到了三個相關的國際條約：
- 《核不擴散條約》
- 《禁止化學武器公約》
- 《禁止生物武器公約》

## 對大規模殺傷性武器的回應
事實上，大規模殺傷性武器（特別是核武器和生物武器）很少被用於戰場，因為一旦使用就意味著對方也將以類似的武器回擊或因为生物武器的回力镖效应而波及自身，故最終的後果是無可設想的，傷害規模之大足以摧毀整個人類文明。冷戰中這就被稱為“確保相互毀滅”，也是冷戰最終沒有演變為美國和蘇聯之間真正的戰爭的原因。
一般而言，大多數人不歡迎大規模殺傷性武器，擔心一旦落入危險的領導人或恐怖份子手中，所可能帶來的災難性後果。很多國家人士都在推動防止大規模殺傷性武器的擴散，以及對現有大規模殺傷性武器的銷毀。

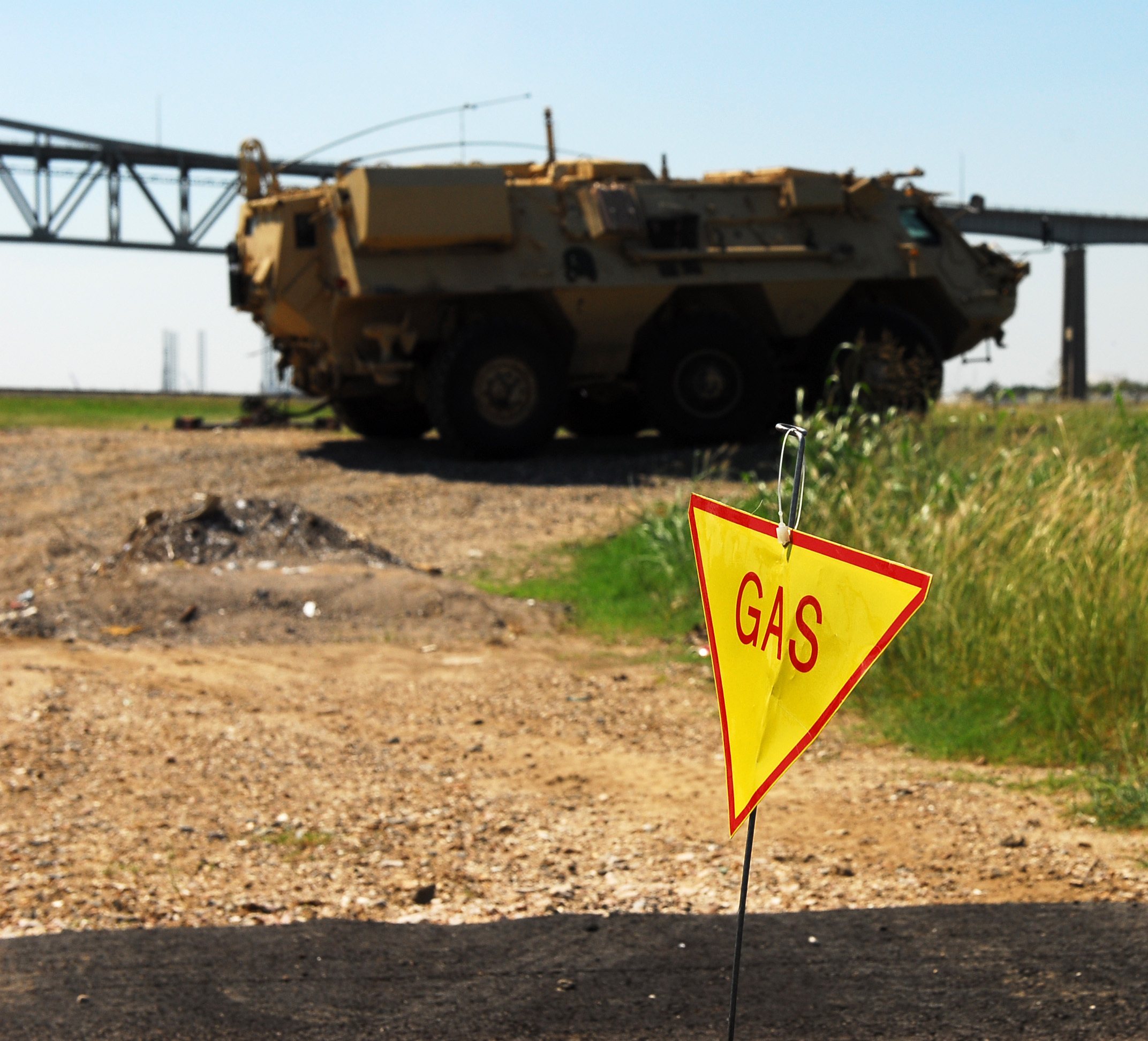
德國核生化防護車在模擬區演習

## 各國擁有大規模殺傷性武器的情況

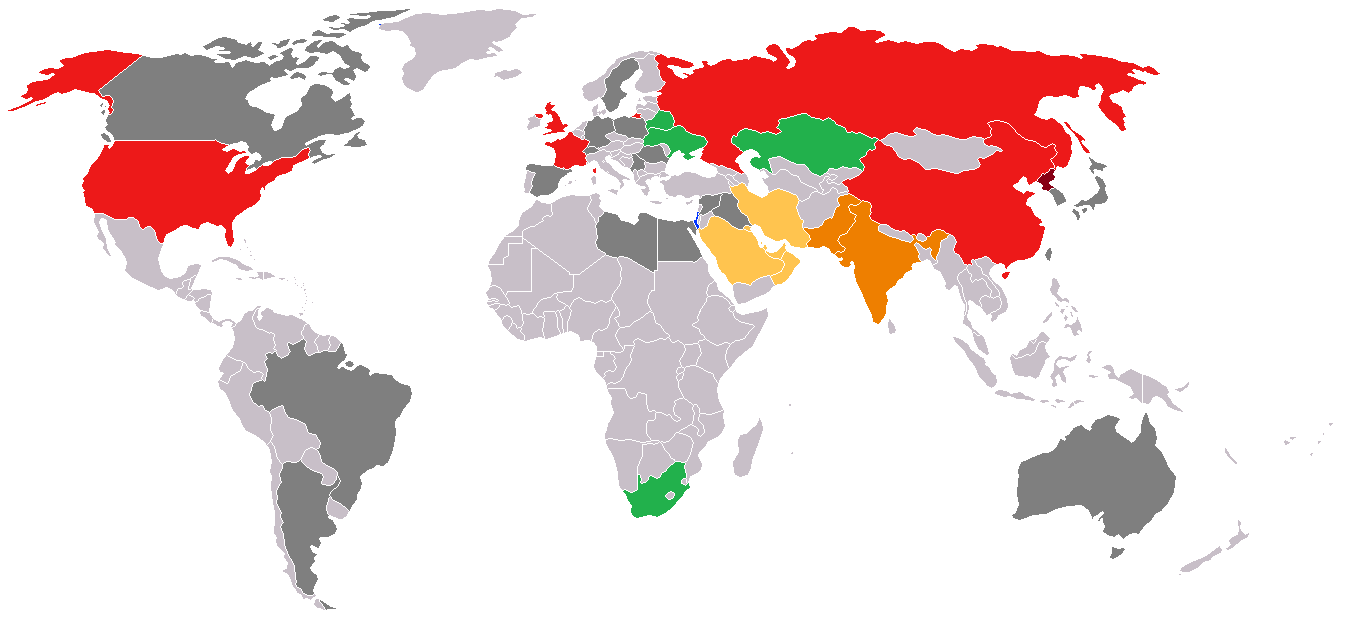
各國核武發展狀況圖
核不擴散條約中的五個核武國家
擁有核武但未曾廣泛使用過的國家(朝鮮民主主義人民共和國)
其他已知核武國家(印度、巴基斯坦)
其他被假定有核武的國家(以色列)
曾經因各種原因而擁有核武的國家(白俄羅斯、哈薩克、南非、烏克蘭)
被懷疑正發展核武或有核計畫的國家
曾經嘗試發展核武或有核計畫的國家
沒有核武的國家

南非曾經開發過自己的核武（圖中綠色部分），但因各種原因而棄核武器。白俄羅斯，烏克蘭和哈薩克均為前蘇聯加盟國，蘇聯解體後大量核武器被遺留在這些國家，後大部分被銷毀個別被轉讓給俄羅斯。日本和德國則保有研發製造核武器的技術能力，且日本亦擁有核武器的原料，南韓和中华民国也曾研發過核武器，伊朗和敘利亞則被認為可能在研發核武器。
2000年，美國科學家聯盟曾經發佈報告，認為以下幾個國家可能擁有大規模殺傷性武器：
俄羅斯：該國是世界上擁有最多大規模殺傷性武器的國家，該國擁有8000枚核武器。到1997年，俄羅斯共擁有4萬噸化學武器。根據《化學武器公約》，俄羅斯有義務銷毀其所擁有的1%的化學武器，該國已經在2002年期限之前完成此項工作，但是要求經濟和技術支援，並請求延長2004年和2007年的銷毀期限。該國已簽署《核不擴散條約》。
美國：美國擁有7200枚核武器，2002年美國和俄羅斯同意將核武器數量削減到2200枚；2003年美國拒絕了俄羅斯關於進一步削減核武器數量到1500枚的提議。美國還未批准《全面禁止核试验条约》，並正致力於開發小型核武器。1997年4月批准了《化學武器公約》，原本在2004年4月前銷毀所有化學武器的承諾並沒有兌現，至今銷毀了大約22%的化學武器。美國政府宣稱要在2007年前銷毀所有化學武器，但因環境原因可能無法實現。美國在1975年3月批准了《禁止生物武器公約》，而在兩年之前美國就已經銷毀所有生物武器。不過美國陸軍依然保存少量樣本，用於進行對抗生物武器的研究。
法國：法國擁有300枚核武器，於1997年加入《全面禁止核试验条约》，但是在之前一年法國曾進行過一次核子試驗，遭到國際輿論的抨擊。法國否認擁有化學武器，並於1995年加入《化學武器公約》，1984年加入《禁止生物武器公約》。該國已簽署《核不擴散條約》。
中華人民共和國：中華人民共和國的核武器數量有較大爭議，較多人認可的約為270枚核武器，但這數字未得證實。中華人民共和國在1964年進行首次核子試驗，是《全面禁止核试验条约》的簽署國之一，該國否認擁有和發展化學與生物武器，並在1984年加入《禁止生物武器公約》，1996年加入《化學武器公約》。該國已簽署《核不擴散條約》。
英國：英國擁有210枚核武器，以及大量化學武器——最多時可能達6萬噸。但是其中大部分在1960年代和1970年代已經逐步銷毀。到1980年代英國已經完全放棄了化學武器。1975年3月英國簽署了《禁止生物武器公約》。該國已簽署《核不擴散條約》。
以色列：以色列從未正式承認或否認擁有核武器，但是據一般推測，該國擁有80~400枚核武器，並懷疑擁有化學和生物武器。以色列還未簽署《核不擴散條約》和《禁止生物武器公約》；簽署了《化學武器公約》，但未能經過議會批准。
朝鮮民主主義人民共和國：朝鮮在2003年宣稱已經擁有核武器，美國等世界各國都相信，該國已經擁有少量核武器，大多數專家認為，朝鮮已擁有10枚核武器。2003年朝鮮宣佈退出《核不擴散條約》。
印度：印度已研發成功有核武器，目前數字未獲證實，人們估計約有100枚核武器。該國目前並未簽署《核不擴散條約》。
巴基斯坦：該國被認為已擁有核武器，數量目前尚不明確，人們估計約有110~120枚核武器。該國目前也未簽署《核不擴散條約》。